# Ćiribiribela
A Ćiribiribela a Bijelo dugme kilencedik sorlemeze, mely 1988-ban jelent meg a szarajevói Diskoton kiadónál. Katalógusszáma: LP 8333. A kiadáshoz egy melléklet is tartozik, melyen a dalszövegek is megtalálhatóak.

## Az album dalai

### A oldal
1. Ćiribiribela (4:25)
2. Šta ima novo (5:33)
3. Neću to nabrzaka (4:41)
4. Evo zakleću se (5:59)

### B oldal
1. Đurđevdan je a ja nisam sa onom koju volim (4:00)
2. Napile se ulice (2:58)
3. Ako ima Boga (5:15)
4. Nakon svih ovih godina (4:40)
5. Lijepa naša (3:21)

## Közreműködők
- Goran Bregović - gitár
- Alen Islamović - ének
- Zoran Redžić - basszus
- Ipe Ivandić - dob
- Laza Ristovski - billentyűsök hangszerek